# 충렬사

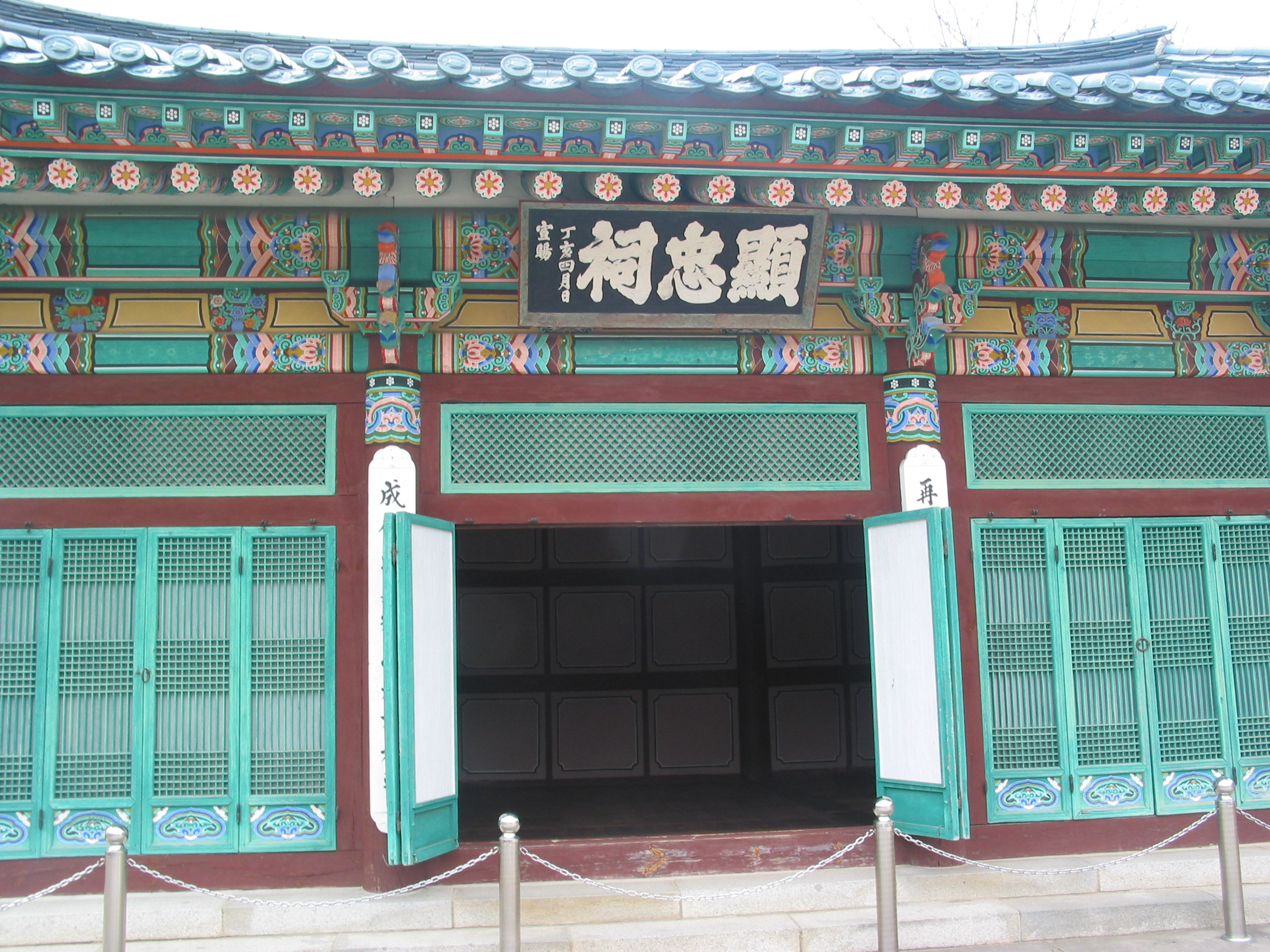
이순신을 모시는 현충사 본전.

충렬사(忠烈祠)는 동아시아 한자문화권의 망자숭배 종교건축물인 사우의 일종으로서, 나라를 위해 목숨을 바친 충신열사를 기념하고 제사로써 숭배하는 곳이다. 충혼사(忠魂祠), 영렬사(英烈祠), 영혼사(英魂祠), 영령사(英靈祠), 소충사(昭忠祠), 현충사(顯忠祠), 포충사(褒忠祠)라고도 하며, 동아시아 한자문화권에서 공히 발견된다.